# Llista de personatges del Club Super3
Aquesta és la llista dels personatges del Club Super3 des de 12 de setembre de 2006 fins a 19 de juny de 2021, data de clausura de la família del Super3.

## La família del Súper3

### Personatges actuals

#### Fluski
Mig gat mig humà amb un estat d'ànim imprevisible. Tot i que la seva sèrie no es va arribar a estrenar, en Fluski es considera una estrella televisiva. Ell és l'únic de la família que pot travessar la porta màgica que connecta el món real amb el dels dibuixos. Sovint visita l'univers dels dibuixos per provar sort en alguna nova sèrie del Club Super3 o per buscar la seva estimada gateta rosa, encara que sempre acaba tornant a la casa. No li agrada gaire treballar, prefereix passar-se el dia estirat al sofà. El seu objecte màgic és la clau de la porta màgica dels dibuixos animats.
- Aparició: a l'inici de la sèrie el 12 de setembre de 2006.
- Actor: Albert Ausellé.

#### Àlex
L'Àlex, la mare d'en Roc, és una inventora que dissenyava estacions I naus espacials per a tot l'univers a la sèrie futurista "Els cibernètics". Ara mira d'adaptar-se a la tecnologia del món actual, que ella troba obsoleta, amb la invenció de noves i estranyes màquines que no sempre acaben de funcionar i que sovint exploten. És pràctica i pragmàtica. Sempre està treballant en algun dels seus invents. El seu objecte màgic és un comandament que controla el temps.
- Aparició: a l'inici de la sèrie el 12 de setembre de 2006.
- Actriu: Berta Errando.

#### Pau
En Pau és un aventurer que en la seva sèrie de dibuixos "Jungles Misterioses" viatjava a la recerca de civilitzacions perdudes i espècies en perill d'extinció acompanyat de la seva filla Lila. El món urbà al qual ha vingut a parar sovint el sobta i passa llargues estones en un hivernacle on ha deixat créixer una autèntica selva. És força covard i molt sentimental. També té tendència a avorrir a la família amb les seves històries. El seu objecte màgic és un bonsai que parla.
- Aparició: a l'inici de la sèrie el 12 de setembre de 2006.
- Actor: Joan Valentí i Cortès.

#### Nenúfar
La Nenúfar és una elfa dels boscos romàntica i delicada. Té poders màgics que no sap controlar: a vegades vol fer florir floretes i, en comptes d'això, crea huracans o tempestes. Contràriament a la seva germana Matoll, és somiadora i dolça, i li encanten les flors, les plantes... Tot i així, no et deixis enganyar pel seu somriure, a vegades la Nenúfar treu tot el seu caràcter i fa tremolar la casa si s'enfada! El seu color preferit és el groc.
- Aparició: al juny del 2016, quan la Lila converteix un nenúfar de l'hivernacle del Pau en una elfa com a regal de comiat.
- Actriu: Norma Pujol

#### Matoll
És la germana de la Nenúfar i, com ella, té poders màgics que no sap controlar. Contràriament a la Nenúfar, la Matoll és decidida i valenta, no li fa por embrutar-se de fang i sempre somia en una planta carnívora que xarrupa el cervell als mosquits. El seu color preferit és el vermell terra.
- Aparició: al juny del 2016, quan la Lila converteix un matoll de l'hivernacle del Pau en la Matoll com a regal de comiat.
- Actriu: Laia Pardo

#### Dan
És el germà petit del Fluski. Li diu "brother", i pot arribar a fer-se una mica pesat per al Fluski, que no li fa cap gràcia haver de compartir el seu sofà amb ell. És un surfista, una mica penques. Arriba de visita i s'acaba instal·lant definitivament a la casa, on s'escaqueja de la feina. Va sempre acompanyat de la seva taula de surf, que té una gran mossegada al mig.
- Aparició: desembre de 2017.
- Actor: Pau Oliver

#### Gal·la
La Gal·la és una cantant que arriba per sorpresa a la casa del Super3, mentre s'havia de presentar a un càsting. Es troba amb en Dan i des d'aquell dia formen un duet musical, tot i que no s'entenen massa bé. Va sempre atabalada amunt i avall i carrega una gran bossa d'on treu els objectes més insospitats
- Aparició: gener de 2018
- Actriu: Alba Encabo

#### Biri-Biri
És un nadó extraterrestre blau que va néixer d'un ou que la família del Super3 es va emportar de la Lluna, i a qui posteriorment agafen molt d'afecte i manyagueria. Visita la família mitjançant la PIGA, un invent de l'Àlex que fa que el Biri Biri pugui tornar a la Terra, però només les nits de lluna plena.
- Aparició: al setembre del 2013, quan l'Àlex i la resta de la família decideixen anar a la Lluna
- Veu: Eva Martí.

#### Mildred
La Mildred és l'aranya-mascota de la Lila, l'única que l'entén. Potser és perquè és una aranya irònica i amb el seu mateix sentit de l'humor. Entremaliada, sempre participa en les malifetes de la Lila. Teixidora experta, ningú no la guanya a l'hora de fer teranyines. És peluda i bufona, i té 8 ulls. Amb caràcter, es fa sentir sempre que s'enfada. Va començar sent una aranya de mida normal, però després de la metamorfosi de la Lila es va convertir en una aranya gegant amb una gran afició per cruspir-se qualsevol cosa que se li posés al davant, especialment el Rick.
- Aparició: a l'inici de la sèrie el 12 de setembre de 2006.

#### Bonsai
És el bonsai que el Pau es va endur de Jungles Misterioses. Tot i que ell i en Pau no estan mai d'acord, no poden viure l'un sense l'altre encara que no ho reconeguin. El Bonsai és rondinaire, o com diu ell: exigent i inconformista. De vegades també és bromista, encara que molt sovint al Pau no li fan gens de gràcia les seves bromes. És un conseller expert en consells impossibles o inútils; i defensor de la natura menys de les plantes de l'hivernacle. Ell i en Pau sovint comparteixen llargues converses a altes hores de la nit.
- Aparició: a l'inici de la sèrie el 12 de setembre de 2006.
- Veu: Jordi Díaz

### Personatges retirats

#### 6Q
El 6Q és un robot de cuina creat per l'Àlex. Està programat per fer més de 200 prestacions culinàries que realitza amb el seu làser i no per tenir sentiments ni gust propi, però a poc a poc anirà descobrint que és capaç de sentir emocions, encara que la família no ho entengui i el tracti com un simple electromèstic. Té una notable atracció en vers a la Pati Pla, cosa que li provoca curtcircuits quan és amb ella. És amable i servicial, i una mica ingenu. El seu desconeixement de les relacions humanes fa que generi malentesos i el converteix en un blanc fàcil per a les bromes de la resta de membres de la família.
- Aparició: al setembre del 2016, quan l'Àlex presenta el seu robot de cuina a la resta de la família.
- Desaparició: 2018, quan l'Àlex decideix desmuntar-lo.

- Actor: Marc Vilajuana

#### Roc
En Roc és un jove que es vol convertir en estrella de la música, però no té gaire sort. Toca la guitarra i canta, sense massa talent. En Fluski li fa de mànager, però en realitat, no l'ajuda gaire. Prové de la sèrie futurista "Els cibernètics", en què vivia amb la seva mare, l'Àlex. La seva intel·ligència és de mecanisme simple, tot i que té facilitat per caure bé a la gent. Està profundament enamorat de la Pati Pla, la veïna humana de la família, que no li fa gaire cas. El seu objecte màgic és el Rocpod, un reproductor mp3 amb el que és capaç d'alterar l'estat d'ànim de la gent mitjançant la música.
- Aparició: a l'inici de la sèrie el 12 de setembre de 2006.
- Desaparició: al maig del 2014, quan se'n va anar a protagonitzar una sèrie de rock al món dels dibuixos.
- Actor: Ferran Vilajosana.

#### Lila
La Lila és la més petita de la família. És la filla d'en Pau, i com ell prové de la sèrie Jungles Misterioses. Una noia entusiasmada amb monstres i fantasmes i amb una manera particular de veure el món. Vesteix gòticament i li encanta llegir i pintar. És creativa, intel·ligent i valenta, i amb molt de caràcter, mai no es deixa intimidar. Té una mascota que és una aranya anomenada Mildred. Al principi de la sèrie era una nena, però en arribar a l'adolescència va experimentar una metamorfosi a través d'una crisàlida a través de la qual va esdevenir molt més madura i adulta. Té un nòvio fantasma, en Desmond, que posteriorment deixar de ser fantasma i va esdevenir una persona de carn i ossos. El seu objecte màgic és una càmera fotogràfica que veu el món de la mateixa manera que ella.
- Aparició: a l'inici de la sèrie el 12 de setembre de 2006.
- Desaparició: al juny de 2016, quan marxa amb en Desmond al seu castell encantat.
- Actriu: Ester Vázquez.

#### Desmond
És un fantasma que viu a la casa del Super3 des de fa més de 500 anys, quan era un castell propietat de la seva família. Vol ser un autèntic cavaller i així protegir el "castell" i els seus habitants de tots els perills que l'assetgen. Especialment de l'amenaça dels Pla, a qui coneix bé des de fa segles. No està acostumat a tenir un cos, i per això es clava pinyes. Li encanta fer-se visible i invisible, tocar el violí i... la seva “princess” Lila, de qui està enamorat. No entén la tecnologia actual, que l'associa amb bruixeria. Primer va aparèixer com un fantasma invisible, que només es manifestava a través d'efectes de llum i cops de porta. Al principi la família qüestionava la seva existència i creien que només era un corrent d'aire, fins que finalment va adquirir la seva forma humana i va esdevenir un membre més de la família.
- Aparició: 2014
- Desaparició: al juny de 2016, quan marxa amb la Lila al seu castell encantat.
- Actor: Víctor Bea.[1]

#### Ovidi
És el fill dels veïns i passa moltes hores a la casa amb la família, perquè els seus pares treballen fins tard. És molt endreçat i un gran amant de les matemàtiques. Li agrada endreçar les coses de la casa de la família. En una casa on tot està sempre desordenat, la presència de l'Ovidi posa a prova la paciència dels membres de la família. Per no parlar de quan practica alguna cançó amb la flauta... Els membres de la família sovint li pregunten "A quina hora dius que et venen a buscar els teus pares?"
- Aparició: 2009
- Desaparició: 2014
- Actor: Jordi Ormand.

#### Anna
Forma part dels SP3 i és fan incondicional del Roc, de qui està profundament enamorada. Sensible, dolça, delicada i enamoradissa a més no poder, té un objectiu clar a la vida: aconseguir l'amor del Roc. L'únic obstacle que té és que en Roc només té ulls per la Pati Pla. Combina les contínues visites a la casa amb les actuacions del grup SP3 per cantar en directe les cançons del Club Super3.
- Aparició: 2009
- Desaparició: 2014
- Actriu: Anna Castillo.

#### Tru
Ve del món dels dibuixos animats i té aspecte de porqueta. Tot i que és una estrella i té la seva pròpia sèrie, està fascinada pel món humà. És l'única que domina l'anglès de tota la família i tot ho troba "cool", "amazing" o "wonderful". És alegre, despreocupada i excèntrica, i sovint posa en perill el secret de la família, ja que ella sempre diu la veritat, "the truth". Vol divertir-se i que tothom la conegui.
- Aparició: 2009
- Desaparició: 2014
- Actriu: Anna Moliner

## Resta de personatges

### Pati Pla
És la veïna humana de la família. Se sent fascinada per aquesta família i per tot el que envolta el Club Super3. Es passa el dia a la casa on sovint ajuda en la gestió del club o arrasa amb la nevera. Li agrada molt practicar tota mena d'esports i també li agrada molt menjar. És energètica i positiva. És la neboda del Senyor Pla, propietari de la casa. Al llarg de la sèrie ha tingut un parell d'interessos amorosos que no s'han arribat a resoldre, primer amb el Roc i després amb el 6Q.
- Aparició: a l'inici de la sèrie el 12 de setembre de 2006.
- Actriu: Neus Ballbé.

### Senyor Pla
És el veí i propietari de la casa que lloga a la família del Super3. El seu nom complet és Filoctetes Pla i Sec. És un gran empresari que només pensa a fer-se ric a través de l'especulació. Menysprea tot el que té relació amb el món infantil en general. En les seves inoportunes visites, busca contínuament proves de l'existència del club i inventa excuses per fer fora la família de la casa per construir-hi un altre edifici. És l'oncle de la Pati Pla. I sobretot, no li agraden gens les activitats lúdiques i invitacions gratuïtes. Cada cop mostra més afecte cap a l'Àlex, de fet és a l'única membre del Super3 que li té respecte. És el principal antagonista de la sèrie.
- Aparició: a l'inici de la sèrie el 12 de setembre de 2006.
- Actor: Domènec de Guzmán Ciscar.

### Rick
És el submís ajudant del Senyor Pla. Està encantat de treballar per a ell perquè l'admira molt. És ambiciós i competitiu, però no té mal fons i és una mica curt de gambals. La seva missió és ajudar el senyor Pla a fer fora la família de la casa i acabar amb el Club Super3. Té predilecció per la Pati Pla i no entén com es passa tantes estones amb els "rarets".
- Aparició: 2009
- Actor: David Marcé.